# Lelis (gmina)
Pour les articles homonymes, voir Lelis.
Lelis est une gmina rurale (gmina wiejska) de la powiat d'Ostrołęka, dans la Voïvodie de Mazovie, dans le centre-est de la Pologne.
Son siège administratif (chef-lieu) est le village de Lelis, qui se situe environ 13 kilomètres au nord d'Ostrołęka (siège de la powiat) et 114 kilomètres au nord de Varsovie (capitale de la Pologne).
La gmina couvre une superficie de 197 km2 pour une population de 8 373 habitants en 2006.

## Histoire
De 1975 à 1998, la gmina est attachée administrativement à la voïvodie d'Ostrołęka.

Depuis 1999, elle fait partie de la voïvodie de Mazovie.

## Géographie
La gmina de Lelis inclut les villages et localités de :

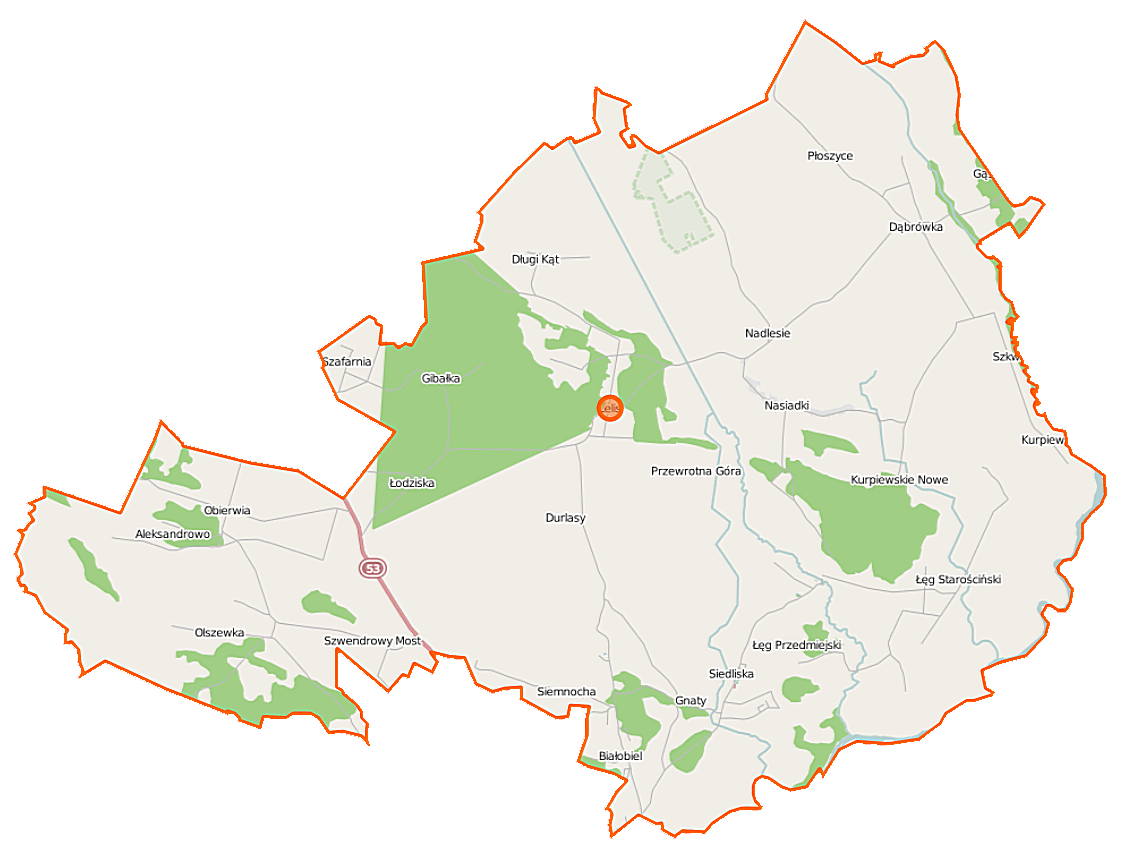
Plan de la gmina

- Białobiel
- Dąbrówka
- Długi Kąt
- Durlasy
- Gąski
- Gibałka
- Gnaty
- Kurpiewskie
- Łęg Przedmiejski
- Łęg Starościński
- Lelis
- Łodziska
- Nasiadki
- Obierwia
- Olszewka
- Płoszyce
- Siemnocha
- Szafarczyska
- Szafarnia
- Szkwa
- Szwendrowy Most
- Walery

### Gminy voisines
La gmina de Lelis est voisine des gminy suivantes :
- Baranowo
- Kadzidło
- Miastkowo
- Olszewo-Borki
- Rzekuń
- Zbójna

## Structure du terrain
D'après les données de 2002, la superficie de la commune de Lelis est de 197 km2, répartis comme tel :
- terres agricoles : 55 %
- forêts : 36 %

La commune représente 9,38 % de la superficie du powiat.

## Démographie
Données du 30 juin 2004 :
| Description        | Total  | Total | Femmes | Femmes | Hommes | Hommes |
| ------------------ | ------ | ----- | ------ | ------ | ------ | ------ |
| Unité              | Nombre | %     | Nombre | %      | Nombre | %      |
| Population         | 8 256  | 100   | 4 047  | 49,35  | 4 209  | 50,65  |
| Densité (hab./km²) | 41,9   | 41,9  | 20,5   | 20,5   | 21,4   | 21,4   |